# 乐顺
乐顺（Lürssen或Lürssen Werft），是一家德国造船厂，总部设在不来梅-维格萨克（Bremen-Vegesack），并在莱姆韦德、伯尔尼和不来梅-费尔-洛本多夫设有造船厂。
Lürssen设计和建造游艇、军舰和特种船只。以Lürssen Yachts的名义进行销售，它是定制级超级游艇的主要建造商之一，如微软创始人之一保罗·艾伦的八爪鱼号、大卫·格芬的旭日号（Rising Sun）和阿联酋前总统、阿布扎比酋长国谢赫哈利法-本-扎耶德-阿勒纳哈扬的阿扎姆号（Azzam），阿扎姆号是世界上第二大私人游艇，长度180米，仅次于REVOcean号。